# Lilianna Morawiec
Lilianna Ewa Morawiec, po mężu Jezierska (ur. 11 lutego 1961 w Głuszycy) – polska panczenistka, olimpijka z Sarajewa 1984.

## Życiorys
Dwukrotna mistrzyni Polski juniorek w wieloboju w latach 1980,1981. Uczestniczka mistrzostw świata Juniorów w latach 1979 - 11. miejsce i 1980 roku - 21. miejsce.
Wicemistrzyni Polski:
- na 500 metrów w roku 1983,
- na 1000 metrów w roku 1987,
- na 1500 metrów w roku 1983,
- na 5000 metrów w roku 1983,
- w wieloboju w latach 1979, 1980, 1981, 1983,
- w wieloboju sprinterskim w roku 1985

Uczestniczka:
- mistrzostw świata w wieloboju w[1]:
  - Hadze w roku 1979 – 24. miejsce,
  - Sarajewie w roku 1985 – 25. miejsce.
- mistrzostw świata w wieloboju sprinterskim w[2]:
  - Heerenveen w 1985 – 14. miejsce,
- mistrzostw Europy w[3]:
  - w Medeo w roku 1984 – 17. miejsce,
  - w Groningen w roku 1985 – 16. miejsce,
  - w Geithus w roku 1986 – 20. miejsce.

Na igrzyskach w roku 1984 wystartowała na dystansie 500 metrów zajmując 15. miejsce, 1000 metrów zajmując 10. miejsce oraz 1500 metrów zajmując 30. miejsce.

## Rekordy życiowe
- 500 metrów - 41,63 uzyskany 15 stycznia 1983 roku w Medeo,
- 1000 metrów - 1.23,78 uzyskany 26 marca 1983 roku w Medeo,
- 1500 metrów - 2.10,91 uzyskany 15 stycznia 1984 roku w Medeo,
- 3000 metrów - 4.54,36 uzyskany 12 stycznia 1985 roku w Groningen,
- 193,586 punktów w wieloboju uzyskany 13 stycznia 1985 w Groningen
- 167,975 punktów w wieloboju sprinterskim uzyskany 26 marca 1983 w Medeo